# Kynceľová
Kynceľová (bis 1946 slowakisch „Kyncelová“; deutsch Künzelsdorf, ungarisch Göncölfalva – bis 1888 Kincelova) ist eine Gemeinde in der Mitte der Slowakei mit 393 Einwohnern (Stand 31. Dezember 2024) und gehört zum Okres Banská Bystrica, einem Landkreis des Banskobystrický kraj.

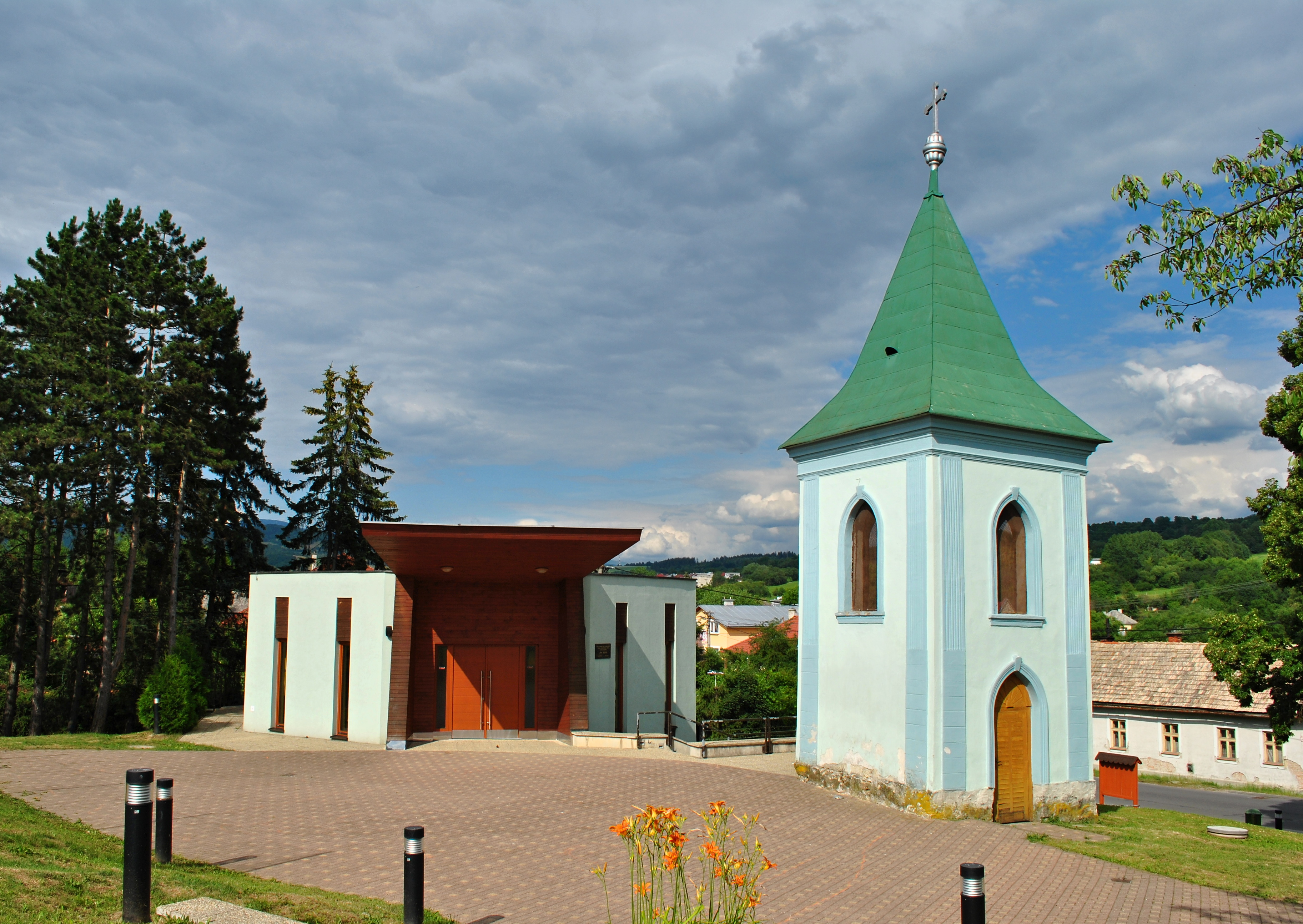
Kirche

## Geographie
Die Gemeinde befindet sich im äußersten Norden des Talkessels Zvolenská kotlina am Fuße des Gebirges Starohorské vrchy. Durch Kynceľová fließt der Selčiansky potok im Einzugsgebiet des Hron. Das Ortszentrum liegt auf einer Höhe von 385 m n.m. und ist vier Kilometer von Banská Bystrica entfernt.
Nachbargemeinden sind Nemce im Norden, Selce im Nordosten und Banská Bystrica (Stadtteile Senica, Banská Bystrica und Rudlová) im Osten, Süden und Westen.

## Geschichte
Kynceľová wurde zum ersten Mal 1435 als Kunczelfalva schriftlich erwähnt, gegründet wurde es aber bereits im 13. Jahrhundert auf dem zur Stadt Neusohl gehörenden Territorium. Weitere historische Namen sind unter anderen Kunczldorf beziehungsweise Kinczeldorf (1489), Kinczelowa (1680) und Kyncelowa (1808). Zwischen 1496 und 1526 war das Dorf Besitz des Geschlechts Thurzo, danach erneut der Stadt Neusohl. 1828 zählte man 14 Häuser und 107 Einwohner, die als Fuhrmänner und Landwirte beschäftigt waren. Anfang des 20. Jahrhunderts waren die Einwohner auch als Maurer und Zimmerleute bekannt.
Bis 1918 gehörte der im Komitat Sohl liegende Ort zum Königreich Ungarn und kam danach zur Tschechoslowakei beziehungsweise heute Slowakei.

## Bevölkerung
| Jahr                | 1994 | 2004     | 2014    | 2024    |
| ------------------- | ---- | -------- | ------- | ------- |
| Anzahl der Personen | 278  | 345      | 376     | 393     |
| Unterschied         |      | +24,10 % | +8,98 % | +4,52 % |

| Jahr                | 2023 | 2024    |
| ------------------- | ---- | ------- |
| Anzahl der Personen | 388  | 393     |
| Unterschied         |      | +1,28 % |

Nach der Volkszählung 2011 wohnten in Kynceľová 386 Einwohner, davon 367 Slowaken, zwei Magyaren sowie jeweils ein Mährer, Rom, Russine, Tscheche und Ukrainer. 12 Einwohner machten keine Angabe zur Ethnie.
130 Einwohner bekannten sich zur römisch-katholischen Kirche, 105 Einwohner zur Evangelischen Kirche A. B., acht Einwohner zur evangelisch-methodistischen Kirche, fünf Einwohner zu den Zeugen Jehovas, drei Einwohner zur griechisch-katholischen Kirche sowie jeweils ein Einwohner zur Bahai-Religion, zu den Baptisten und zur tschechoslowakischen hussitischen Kirche; sechs Einwohner bekannten sich zu einer anderen Konfession. 100 Einwohner waren konfessionslos und bei 26 Einwohnern wurde die Konfession nicht ermittelt.

## Bauwerke und Denkmäler
- Glockenturm aus dem Jahr 1870